# Сюрреальні числа
У математиці система сюрреальних чисел (англ. surreal numbers) є лінійно впорядкованим класом, що містить дійсні числа, а також нескінченні та нескінченно малі числа, відповідно, більші або менші за модулем, ніж будь-яке додатне дійсне число. Сюрреальні числа поділяють багато властивостей з реальними, включаючи звичайні арифметичні операції (додавання, віднімання, множення і ділення); У результаті вони утворюють упорядковане поле. Як сформульовано в теорії множин фон Неймана —Бернайса —Геделя, сюрреальні числа є найбільшим можливим впорядкованим полем; Всі інші впорядковані поля, такі як поля раціональних, дійсних чисел, поле раціональних функцій, поле Леві-Чівіта, супердійсні числа та гіпердійсні числа, може бути втілено як підполя сюрреальної прямої. Крім того, було показано (в теорії множин фон Неймана—Бернайса—Геделя), що максимальний клас поля гіпердійсних чисел є ізоморфним максимальному класу поля сюрреальних чисел; в теоріях без аксіоми глобального вибору, і в даних теоріях не обов'язково є вірним, що сюрреальні числа є найбільшим впорядкованим полем. Сюрреальні числа також містять усі трансфінітні порядкові номери; Арифметика дається природними операціями.

## Історія
1907 року австрійський математик Ганс Ган представив ряд Гана як узагальнення формальних степеневих рядів, а німецький математик Фелікс Гаусдорф ввів деякі впорядковані множини, звані ηα-множинами для ординалів α, і поставив питання, чи можливо знайти сумісну впорядковану групу або структуру поля. 1962 року Норман Аллінг використав модифіковану форму рядів Хана для побудови таких упорядкованих полів, пов'язаних з певними ординалами α, а взяття α як класу всіх ординалів в його побудові дає клас, який є впорядкованим полем, ізоморфним сюрреалістичним числам.
Дослідження ендшпіля в грі ґо привело Конвея до ще одного означення й побудови сюрреальних чисел. Побудову Конвея використано в книзі Дональда Кнута 1974 року «Сюрреальні числа». В своїй книзі, яка набуває форму діалогу, Кнут придумав термін «сюрреальні числа» для того, що Конвей назвав просто числами. Пізніше Конвей прийняв термін Кнута і використовував для аналізу ігор у своїй книзі 1976 року «Про числа та ігри».
Окрім Конвея і Кнута, велику роль у теорії сюрреальних чисел зіграв математик Мартін Девід Крускал. На даний момент сюрреальні числа вже мали всі основні властивості та операції дійсних чисел, і включали в себе всі дійсні числа, поряд з багатьма типами нескінченностей і нескінченно малих величин. Крускал зробив свій внесок в основу теорії, означення сюрреальних функцій та аналіз їх структур. Він також виявив зв'язок між сюрреальними числами, асимптотикою та експоненціальною асимптотикою. Головне питання, підняте Конвеєм, Крускал і Нортон в кінці 1970-х років, яке з великим завзяттям досліджувати Крускал, полягає в тому, чи володіють всіма сюрреальними функціями визначені інтеграли. На це питання відповіли заперечно Костін, Фрідман та Ерліх 2015 року. Однак аналіз Костіна та ін. показує, що існують певні інтеграли для досить широкої категорії сюрреальних функцій, для яких простежується широке поняття асимптотичного аналізу Крускала. До своєї смерті в 2006 році Крускал збирався написати книгу про сюрреальний аналіз разом з Костіним.